# Banda de guerra mexicana
La banda de guerra mexicana (abreviado comúnmente cómo: BDG) son un medio de mando que tiene por objeto rendir honores a la bandera de México y sustituir las órdenes a viva voz, por medio de la ejecución de toques militares establecidos en el manual de ademanes y toques militares de la Secretaría de la Defensa Nacional. la banda de guerra está conformada por cajeros cornetas un comandante un cabo cajero un cabo corneta el instructor.

## Integración
Se integran por tambores y cornetas para el arma de infantería, clarines para el arma de artillería y trompetas para el arma de caballería (la trompeta militar eun tudel rosquilla la cual le da un sonido diferente); bandas militares de infantería cuentan. Las bandas de guerra están constituidas reglamentariamente por 9 elementos que ejecutan en el tambor, 9 elementos que ejecutan la corneta, comandante y corneta de órdenes regularmente desencuadrado, opcionalmente también un elemento que porta el guion, pero este en el ambiente no militar no es obligatorio.

## Historia
La banda de guerra tradicional, como la conocemos hoy en día, no es de Francia, surge de los tiempos del porfiriato con el fin de sustituir las órdenes a viva voz por toques militares para dar mandos a grandes grupos militares, como pelotones. Si bien tiene influencia de esta cultura que durante el porfiriato tuvo auge y era la moda de aquella época. La banda de guerra ha evolucionado mucho desde esos años hasta ahora, tanto en los instrumentos y su mantenimiento como en el uso y características de la banda de guerra moderna.

## Concursos
Usualmente en los concursos se califican los siguientes aspectos:
1. Pase de Revista, donde se verifica la uniformidad de los instrumentos, cortes de cabello (en hombres), peinados (mujeres), así como la presentación tanto de instrumentos como uniformes, los cuales deben estar limpios, cuidados, afinados (los instrumentos) y planchados (los uniformes), y en general, aseo personal.
2. Orden cerrado, donde se evalúa la realización de diversos movimientos, los cuales van desde la forma adecuada del «descanso», hasta las distintas posiciones empleadas por la banda.
3. Marchas y toques reglamentarios, donde cada banda debe efectuar los toques elegidos para esa competencia. En algunos concursos se sortean los toques elegidos para que las bandas no los toquen todos, mientras que en otros cada banda debe realizar cada toque seleccionado.
4. Marcha o Rutina libre es generalmente lo más esperado por los participantes, donde cada banda presenta una marcha de su propia creación (una ingeniosa mezcla de diversos trozos sacados de las marchas reglamentarias, partes existentes de rutinas libres, que comúnmente son de bandas de guerra más populares y hasta de canciones populares).

Su popularidad ha ido en aumento, llegando a formar parte de éstas niños desde los cinco años hasta gente mayor, que sigue instruyendo a estas. Las bandas militares de preescolar son el ejemplo perfecto del alcance así como la potencialidad infinita de este ejercicio. Con el paso de los últimos años, la banda de guerra mexicana se ha considerado como una actividad deportivo-cultural, una disciplina muy completa.
Son un medio de mando y fundamentalmente la unidad de protección a la escolta de bandera nacional.

## Instrumentación
Los materiales con los que se utilizan normalmente es la corneta, la caja, el clarín para el arma de artillería y la trompeta para caballería.

### Partes de la caja
- Aro batidor de plástico/madera/aluminio
- Parche batidor de piel/sintético
- Anillo batidor madera/aluminio
- Vaso de acero o latón
- Oído del vaso
- Botón del vaso
- Puente
- Aro bordonero de plástico/madera/aluminio
- Parche batidor de piel/sintético
- Anillo batidor madera/aluminio
- Gancho perico
- Tuerca mariposa
- Gancho «s»
- Piola
- Rimados
- Media luna
- Entorchados
- Bordoneros
- Templaderas

### Accesorios de la caja
Los accesorios son aquellos que se pueden agregar para completar el uso del instrumento o, bien, para decorar con temática de la banda de guerra que esta conforma.
- Portacajas
- Anillo
- Ramal
- Hebilla
- Portabaquetas
- Tubos baqueteros
- Placa baquetera
- Correas cargadoras
- Vestidura o cubrecajas
- Baquetas (son palillos de madera de encino de 40 cm de largo; sus partes son casquillo, cuerpo y bellota)

## Partes principales de la corneta
La corneta podrá ser de latón, alpaca, cobre o 3 metales.
- Pabellón
- Caña superior
- Caña inferior
- Chavacote
- Casquillos
- Anillos
- Alojamiento del tudel
- Tudel
- Tornillo mariposa
- Orejas de tudel

## Partes accesorias
- Vestidura de 17 m sencilla, de largo con borla, pilones, alamares y fleco o mota.
- Boquilla (tiene 5 partes principales: cuerpo, taza, filo de taza, grano y garganta).